# Lars-Olof Larsson (agronom)
Lars-Olof Sjunne Larsson, född 17 september 1927 i Färlövs församling, Kristianstads län, död 13 april 2015 i Helsingborg, var en svensk agronom. 
Larsson, som var son till lantbrukare Lars Larsson och Signe Sjunnesson, avlade agronomexamen i Uppsala 1954. Han var anställd vid Sveriges Lantbruksförbund och Riksförbundet Landsbygdens folk  1954–1963, blev disponent för Skånska Lantmännen ekonomisk förening i Helsingborg 1963, vice verkställande direktör för Skånska Lantmännen ekonomisk förening i Malmö 1967, vice verkställande direktör för Svenska Lantmännens Riksförbund 1973 och var verkställande direktör där 1977–1990. Han invaldes som ledamot av Kungliga Skogs- och Lantbruksakademiens allmänna avdelning 1984.